# The Lifetimes Tour
The Lifetimes Tour es la quinta gira de conciertos de la cantante estadounidense Katy Perry, organizada en apoyo de su séptimo álbum de estudio, 143 (2024), así como de su discografía completa. La gira dio inicio el 23 de abril de 2025 en la Ciudad de México, México, y tiene previsto concluir el 7 de diciembre en Abu Dhabi, Emiratos Árabes Unidos.

## Antecedentes
El 25 de septiembre de 2024, Katy Perry anunció en vivo, durante el programa australiano Sunrise, que comenzaría su gira The Lifetimes Tour con cinco fechas en Australia. Esta será su quinta gira, después de Witness: The Tour (2017-2018), que estuvo relacionada con su sexto álbum de estudio, Witness. Junto con el anuncio, se informaron las fechas de preventa, que se llevarían a cabo entre el 27 de septiembre y el 1 de octubre de 2024, mientras que la venta general iniciaría el 4 de octubre. Posteriormente, debido a la alta demanda, se añadieron conciertos en Sídney y Brisbane.
El 11 de noviembre de 2024, Perry confirmó nuevas fechas para América Latina, con conciertos en Chile el 6 de septiembre de 2025 y en Argentina el 9 de septiembre de 2025. Un par de días después, se anunciaron fechas adicionales en México para abril y mayo de 2025. El 16 de noviembre, se sumaron más presentaciones en México por la gran demanda. El 17 de noviembre, la cantante reveló en el periódico The Sun cuatro conciertos en el Reino Unido, y unos días más tarde, se añadió una segunda fecha en Londres. A finales de noviembre, también se confirmaron fechas en Canadá, y el 27 de noviembre se anunció una segunda fecha en Argentina debido al interés generado por la primera. El 9 de diciembre de 2024, Perry anunció ocho fechas europeas para la gira,con un concierto extra añadido en París, debido a la demanda tres días después.
El 16 de diciembre de 2024, Perry anunció una fecha en Bolonia (Italia). El 22 de enero de 2025, Perry anunció una fecha en Múnich (Alemania). Cinco días después, se anunciaron conciertos en Estados Unidos,así como una fecha secundaria en Toronto (Canadá). El 29 de enero de 2025, Perry anunció una fecha en Lyon (Francia).El 6 de febrero de 2025, Perry anunció una fecha en Belfast, Irlanda del Norte. El 14 de febrero de 2025, se anunció un segundo show en Belfast. El 19 de febrero de 2025, Perry anunció una fecha en Hannover, Alemania. Al día siguiente, se anunciaron las fechas denominadas como los conciertos «finales» en Australia. El 24 de febrero de 2025, Perry anunció las fechas para España de la gira.
Al mes siguiente, durante su vuelo al espacio a bordo del Blue Origin NS-31, Perry anunció la lista de canciones de la gira. Además, el 23 de abril se anunciaron dos conciertos en Hangzhou, China. Ese mismo día, Perry también reveló que la DJ mexicana Mariana BO y la banda mexicana Midnight Generation serán los actos de apertura en las fechas de la gira en México.

## Sinopsis
El concierto se desarrolla en un mundo de videojuego, siguiendo a Perry, mitad humana, mitad máquina, en una batalla contra la inteligencia artificial (IA) conocida como Mainframe. Un prólogo narrado revela que Mainframe ha robado las mariposas del mundo y que los perros se están poniendo del lado de los gatos en lugar de los humanos. Durante el espectáculo, Perry vuela sobre cables, participa en una batalla de sables de luz y cabalga sobre una criatura metálica.

## Recepción de la crítica
Tras la noche del estreno, Perry fue acusada de «coreografías poco elaboradas» y de utilizar inteligencia artificial en sus vídeos de fondo.  Jo Vito, de Consequence, comentó que la coreografía de la cantante era «poco impresionante» y «propia de un musical de instituto», y afirmó que la presentación de Perry simplemente no estaba a la altura en comparación con los conciertos recientes de otros artistas como Lady Gaga y Taylor Swift.  Jason P. Frank, de Vulture, señaló que el concepto del espectáculo, en el que Perry lucha contra una IA malvada, hace que las acusaciones de que ella utiliza la IA resulten «irónicas».  Los críticos locales recibieron con más entusiasmo la noche de estreno en México. Juan Garza, de ABC, calificó los efectos visuales y la presentación técnica de «impresionantes», mientras que Nancy Chávez, del medio de comunicación digital mexicano “SinEmbargo”, afirmó que «Katy Perry cautivó al público mexicano con su magia durante la primera noche de su gira mundial».
En su reseña del concierto de Perry en Chicago, Selena Fragassi, del Chicago Sun-Times, consideró que la gira The Lifetimes Tour «adolece en gran medida del mismo problema» que el álbum promocionado «143», «donde la extravagancia sigue prevaleciendo sobre el significado». Comparó desfavorablemente el espectáculo con otras actuaciones pop de la década de 2020 y lo criticó por su «ambiente desconectado» y sus momentos «vergonzosos».  Ross Raihala, del St. Paul Pioneer Press, calificó el espectáculo de «espectáculo llamativo», a pesar de que la costosa producción parecía «barata y cutre». Sugirió que el concierto estaba sustentado por una sensación de desesperación, especialmente evidente en el intento de Perry de intercalar material nuevo y menos exitoso —canciones de «143»— entre sus éxitos consolidados. Raihala comparó este enfoque con introducir a escondidas medicamentos contra los gusanos del corazón en la comida de un perro, dando a entender que era transparente e ineficaz. Sin embargo, consideró que la interpretación vocal de Perry se mantuvo sólida en todo momento y que aprovechó al máximo la enorme puesta en escena.
Chris Riemenschneider, del Minnesota Star Tribune, describió la producción escénica como «desesperadamente inflada y desarticulada», y calificó el «duelo con sables láser con unos alienígenas con armadura metálica y gusanos de arena de aspecto barato durante «E.T.» como la parte «más desconcertante» del concierto. Sin embargo, opinó que la gira «no es tan horrible como la pintan en Internet», ya que los conciertos de Perry siempre han sido «ridículos», y consideró que la interacción de la cantante con el público era «encantadora». Carly May Gravely del Dallas Observer describió el espectáculo como «tremendamente entretenido, pero extraño y poco serio», lo que refleja la propia personalidad de Perry. Señaló que el público estaba compuesto en su mayoría por niños menores de 12 años y argumentó que las críticas de los detractores se debían a un malentendido sobre el público al que iba dirigido el espectáculo. Gravely destacó que Perry entiende y acepta claramente a su público joven, y que cada elemento de la actuación está diseñado para cautivarlo. 
Denise Barnes, de Rolling Stone Australia, otorgó al concierto tres estrellas y media de cinco, afirmando que «estaba lejos de ser perfecto, pero fue una noche divertida y agradable con una superestrella generacional que sigue dándolo todo».  Karl Quinn, de The Sydney Morning Herald, lo calificó como «un espectáculo grandioso, espectacular, ruidoso y sorprendentemente íntimo [que] también tiene ambiciones más grandiosas, en las que ha tenido un éxito desigual». 

## Repertorio

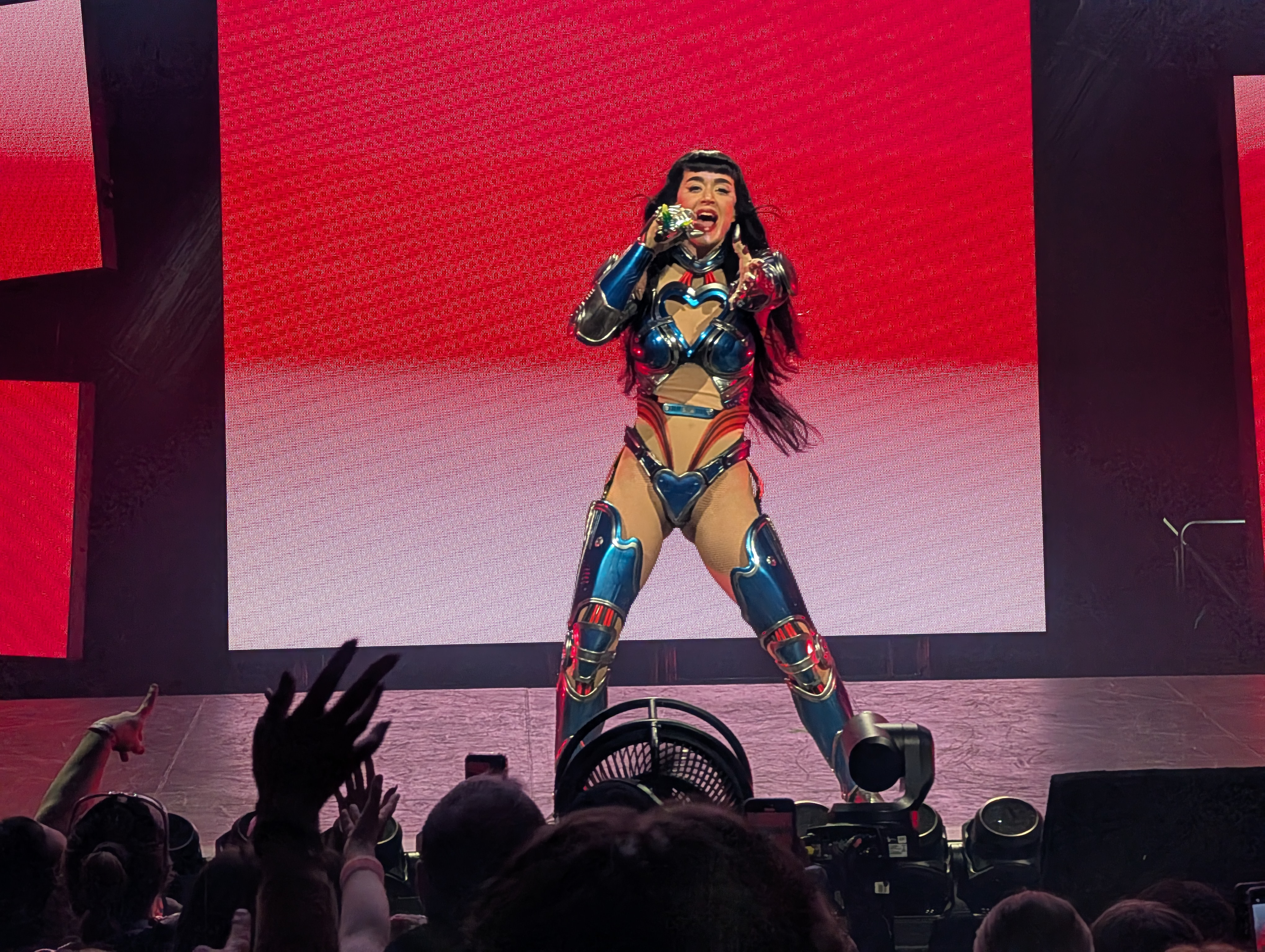
Perry durante el primer acto del concierto en Adelaida, 2025.

A continuación se presenta la lista de canciones interpretadas el 23 de abril de 2025 en Ciudad de México, México. Este repertorio no representa la totalidad de la gira:
Acto I – Artificial
1. «Artificial»
2. «Chained to the Rhythm»
3. «Teary Eyes»
4. «Dark Horse»

Acto II – Woman’s World
1. «Woman's World»
2. «California Gurls»
3. «Teenage Dream»
4. «Hot n Cold»
5. «Last Friday Night»
6. «I Kissed a Girl»

Acto III – Nirvana
1. «Nirvana»
2. «Crush»
3. «I'm His, He's Mine»
4. «Wide Awake»

Acto IV – Choose Your Own Adventure
1. Canción más elegida
2. Segunda canción más elegida
3. «All The Love»

Acto V – Mainframe
1. «E.T.»
2. «Part of Me»
3. «Rise»

Acto VI – End Game
1. «Roar»
2. «Daisies»
3. «Lifetimes»
4. «Firework» (con elementos de «Wonder»)

### Canciones sorpresa
Durante cada concierto, Perry interpreta dos canciones de su discografía como parte de una sección especial llamada «Elige tu propia aventura», en la que el público ayuda a decidir qué temas cantará. Se gira una ruleta en la pantalla, que incluye todos sus álbumes entre Katy Hudson y Smile; cada álbum es asignado a una parte del mundo. Una vez que se selecciona un álbum, los espectadores eligen sus dos canciones favoritas del mismo, entre las opciones disponibles, escaneando un código QR.
América del Norte – Teenage Dream (2010)
Las canciones disponibles para ser votadas son «The One That Got Away», «Pearl» y «Not Like the Movies». Perry canta las dos canciones más pedidas por el público, luciendo un vestido corto de látex gris con adornos de caramelos en las caderas y el brasier, y botas rosadas de algodón de azúcar.
- 23 de abril de 2025 – Ciudad de México: «Not Like the Movies» (por primera vez en vivo desde 2012) y «The One That Got Away».[45]
- 25 y 26 de abril de 2025 – Ciudad de México: «Pearl» (por primera vez en vivo desde 2011) y «The One That Got Away».[49][50][51]
- 28 de abril de 2025 – Monterrey: «Not Like the Movies» y «The One That Got Away».[52]
- 29 de abril de 2025 – Monterrey: «Pearl» y «The One That Got Away».[53]
- 7 de mayo de 2025 – Houston: «Not Like the Movies» y «The One That Got Away».[54]
- 9 de mayo de 2025 – Oklahoma: «Pearl» y «The One That Got Away».[55]
- 10 de mayo de 2025 – Kansas: «Not Like the Movies» y «The One That Got Away».
- 12 de mayo de 2025 – Chicago: «Pearl» y «The One That Got Away».
- 13 de mayo de 2025 – Mineapolis: «Pearl» y «The One That Got Away».
- 17 de mayo de 2025 – Las Vegas: «Pearl» y «The One That Got Away».
- 20 de mayo de 2025 – Austin: «Not Like the Movies» y «The One That Got Away».[56]
- 22 de mayo de 2025 – Dallas: «Pearl» y «The One That Got Away».[57]
- 10 de julio de 2025 – Denver: «Not Like the Movies» y «The One That Got Away».[58]
- 12 de julio de 2025 – Phoenix: «Pearl» y «The One That Got Away».[59]
- 13 de julio de 2025 – Anaheim: «Not Like the Movies» y «The One That Got Away».[60]
- 15 de julio de 2025 – Inglewood: «Not Like the Movies» y «The One That Got Away».[61]
- 18 de julio de 2025 – San Francisco: «Not Like the Movies» y «The One That Got Away».[62][63]
- 21 de julio de 2025 – Seattle: «Pearl» y «The One That Got Away».[64][65]
- 22 de julio de 2025 – Vancouver: «Not Like the Movies» y «The One That Got Away».[66]
- 24 de julio de 2025 – Edmonton: «Not Like the Movies» y «The One That Got Away».
- 26 de julio de 2025 – Winnipeg: «Not Like the Movies» y «The One That Got Away».
- 29 de julio de 2025 – Ottawa: «Not Like the Movies» y «The One That Got Away».
- 30 de julio de 2025 – Montreal: «Not Like the Movies» y «The One That Got Away».[67][68]
- 1 de agosto de 2025 – Quebec : «Pearl» y «The One That Got Away».
- 3 de agosto de 2025 – Detroit: «Pearl» y «The One That Got Away».[69]

Oceanía – One of the Boys (2008)
Las canciones disponibles para ser votadas fueron «Thinking of You», «I'm Still Breathing» y «Mannequin». Perry cantaba las dos canciones más pedidas por el público, vistiendo un body entero gris con un centro rojo cubierto con gemas (simulando una fresa), botas largas plateadas y un sombrero azul traslúcido. En ocasiones, Perry rompió sus propias reglas, reemplazando a «Thinking of You» (a pesar de ser la canción más votada) por «The One That Got Away» (a pesar de pertenecer a otro álbum).
- 4 de junio de 2025 – Sídney: «I'm Still Breathing» (por primera vez en vivo desde 2009) y «Thinking of You».[71]
- 7 de junio de 2025 – Melbourne: «I'm Still Breathing» y «Thinking of You».
- 9 y 10 de junio de 2025 – Sídney: «I'm Still Breathing» y «Thinking of You».
- 12 de junio de 2025 – Melbourne: «I'm Still Breathing» y «Thinking of You».
- 13 de junio de 2025 – Melbourne: «Mannequin» (por primera vez en vivo desde 2009) y «Thinking of You».
- 14 de junio de 2025 – Melbourne: «Mannequin» y «The One That Got Away».
- 17 de junio de 2025 – Brisbane: «I'm Still Breathing» y «Thinking of You».
- 18 de junio de 2025 – Brisbane: «I'm Still Breathing» y «The One That Got Away».
- 22 de junio de 2025 – Perth: «I'm Still Breathing» y «The One That Got Away».
- 23 de junio de 2025 – Perth: «I'm Still Breathing» y «Thinking of You».
- 26 de junio de 2025 – Adelaida: «I'm Still Breathing» y «The One That Got Away».[72]
- 27 de junio de 2025 – Adelaida: «I'm Still Breathing» y «Thinking of You».
- 29 de junio de 2025 – Adelaida: «Mannequin» y «The One That Got Away».
- 30 de junio de 2025 – Adelaida: «I'm Still Breathing» y «The One That Got Away».

## Fechas
| Fechas (2025)     | Ciudad            | País                   | Recinto                            | Telonero(s)         | Ref.                |
| América del Norte | América del Norte | América del Norte      | América del Norte                  | América del Norte   | América del Norte   |
| ----------------- | ----------------- | ---------------------- | ---------------------------------- | ------------------- | ------------------- |
| 23 de abril       | Ciudad de México  | México                 | Arena Ciudad de México             | Mariana BO          | [ 2 ] [ 11 ] [ 31 ] |
| 25 de abril       | Ciudad de México  | México                 | Arena Ciudad de México             | Mariana BO          | [ 2 ] [ 11 ] [ 31 ] |
| 26 de abril       | Ciudad de México  | México                 | Arena Ciudad de México             | Midnight Generation | [ 2 ] [ 11 ] [ 31 ] |
| 28 de abril       | Monterrey         | México                 | Arena Monterrey                    | Mariana BO          | [ 2 ] [ 11 ] [ 31 ] |
| 29 de abril       | Monterrey         | México                 | Arena Monterrey                    | Mariana BO          | [ 2 ] [ 11 ] [ 31 ] |
| 7 de mayo         | Houston           | Estados Unidos         | Toyota Center                      | Rebecca Black       | [ 20 ] [ 21 ]       |
| 9 de mayo         | Oklahoma City     | Estados Unidos         | Paycom Center                      | Rebecca Black       | [ 20 ] [ 21 ]       |
| 10 de mayo        | Kansas City       | Estados Unidos         | T-Mobile Center                    | Rebecca Black       | [ 20 ] [ 21 ]       |
| 12 de mayo        | Chicago           | Estados Unidos         | United Center                      | Rebecca Black       | [ 20 ] [ 21 ]       |
| 13 de mayo        | Mineápolis        | Estados Unidos         | Target Center                      | Rebecca Black       | [ 20 ] [ 21 ]       |
| 17 de mayo        | Las Vegas         | Estados Unidos         | T-Mobile Arena                     | Rebecca Black       | [ 20 ] [ 21 ]       |
| 20 de mayo        | Austin            | Estados Unidos         | Moody Center                       | Rebecca Black       | [ 20 ] [ 21 ]       |
| 22 de mayo        | Dallas            | Estados Unidos         | American Airlines Center           | Rebecca Black       | [ 20 ] [ 21 ]       |
| Oceanía           |                   |                        |                                    |                     |                     |
| 4 de junio        | Sídney            | Australia              | Qudos Bank Arena                   | Kinder              | [ 27 ]              |
| 7 de junio        | Melbourne         | Australia              | Rod Laver Arena                    | Kinder              | [ 27 ]              |
| 9 de junio        | Sídney            | Australia              | Qudos Bank Arena                   | Kinder              | [ 75 ]              |
| 10 de junio       | Sídney            | Australia              | Qudos Bank Arena                   | Kinder              | [ 75 ]              |
| 12 de junio       | Melbourne         | Australia              | Rod Laver Arena                    | Kinder              | [ 75 ]              |
| 13 de junio       | Melbourne         | Australia              | Rod Laver Arena                    | Kinder              | [ 75 ]              |
| 14 de junio       | Melbourne         | Australia              | Rod Laver Arena                    | Kinder              | [ 75 ]              |
| 17 de junio       | Brisbane          | Australia              | Brisbane Entertainment Centre      | Kinder              | [ 75 ]              |
| 18 de junio       | Brisbane          | Australia              | Brisbane Entertainment Centre      | Kinder              | [ 75 ]              |
| 22 de junio       | Perth             | Australia              | Perth Arena                        | Kinder              | [ 75 ]              |
| 23 de junio       | Perth             | Australia              | Perth Arena                        | Kinder              | [ 75 ]              |
| 26 de junio       | Adelaida          | Australia              | Adelaide Entertainment Centre      | Kinder              | [ 75 ]              |
| 27 de junio       | Adelaida          | Australia              | Adelaide Entertainment Centre      | Kinder              | [ 75 ]              |
| 29 de junio       | Adelaida          | Australia              | Adelaide Entertainment Centre      | Kinder              | [ 75 ]              |
| 30 de junio       | Adelaida          | Australia              | Adelaide Entertainment Centre      | Kinder              | [ 75 ]              |
| América del Norte |                   |                        |                                    |                     |                     |
| 10 de julio       | Denver            | Estados Unidos         | Ball Arena                         | Cheat Codes         |                     |
| 12 de julio       | Phoenix           | Estados Unidos         | Footprint Center                   | Rebecca Black       | [ 20 ] [ 21 ]       |
| 13 de julio       | Anaheim           | Estados Unidos         | Honda Center                       | Rebecca Black       | [ 20 ] [ 21 ]       |
| 15 de julio       | Inglewood         | Estados Unidos         | Kia Forum                          | Rebecca Black       | [ 20 ] [ 21 ]       |
| 18 de julio       | San Francisco     | Estados Unidos         | Chase Center                       | Rebecca Black       | [ 20 ] [ 21 ]       |
| 21 de julio       | Seattle           | Estados Unidos         | Climate Pledge Arena               | Rebecca Black       | [ 20 ] [ 21 ]       |
| 22 de julio       | Vancouver         | Canadá                 | Rogers Arena                       | Rebecca Black       | [ 14 ]              |
| 24 de julio       | Edmonton          | Canadá                 | Rogers Place                       | Rebecca Black       | [ 14 ]              |
| 26 de julio       | Winnipeg          | Canadá                 | Canada Life Centre                 | Rebecca Black       | [ 14 ]              |
| 29 de julio       | Ottawa            | Canadá                 | Canadian Tire Centre               | Rebecca Black       | [ 14 ]              |
| 30 de julio       | Montreal          | Canadá                 | Centre Bell                        | Rebecca Black       | [ 14 ]              |
| 1 de agosto       | Quebec            | Canadá                 | Centro Vidéotron                   | Rebecca Black       | [ 14 ]              |
| 3 de agosto       | Detroit           | Estados Unidos         | Little Caesars Arena               | Rebecca Black       | [ 20 ]              |
| 5 de agosto       | Toronto           | Canadá                 | Scotiabank Arena                   | Rebecca Black       | [ 14 ]              |
| 6 de agosto       | Toronto           | Canadá                 | Scotiabank Arena                   | Rebecca Black       | [ 22 ]              |
| 8 de agosto       | Boston            | Estados Unidos         | TD Garden                          | Rebecca Black       | [ 20 ]              |
| 9 de agosto       | Filadelfia        | Estados Unidos         | Wells Fargo Center                 | Rebecca Black       | [ 20 ]              |
| 11 de agosto      | Nueva York        | Estados Unidos         | Madison Square Garden              | Rebecca Black       | [ 20 ]              |
| América del Sur   |                   |                        |                                    |                     |                     |
| 6 de septiembre   | Santiago          | Chile                  | Estadio Bicentenario de La Florida | —                   | [ 7 ]               |
| 9 de septiembre   | Buenos Aires      | Argentina              | Movistar Arena                     | —                   | [ 8 ]               |
| 10 de septiembre  | Buenos Aires      | Argentina              | Movistar Arena                     | —                   | [ 15 ]              |
| 14 de septiembre  | São Paulo         | Brasil                 | Autódromo José Carlos Pace         | —                   | [ 76 ]              |
| 16 de septiembre  | Curitiba          | Brasil                 | Ligga Arena                        | —                   |                     |
| 19 de septiembre  | Brasilia          | Brasil                 | Arena BRB Mané Garrincha           | —                   |                     |
| Europa            |                   |                        |                                    |                     |                     |
| 4 de octubre      | Belfast           | Irlanda del Norte      | SSE Arena                          | —                   | [ 25 ]              |
| 5 de octubre      | Belfast           | Irlanda del Norte      | SSE Arena                          | —                   | [ 24 ]              |
| 7 de octubre      | Glasgow           | Reino Unido            | OVO Hydro                          | —                   | [ 12 ]              |
| 8 de octubre      | Mánchester        | Reino Unido            | Manchester Arena                   | —                   | [ 12 ]              |
| 10 de octubre     | Sheffield         | Reino Unido            | Utilita Arena                      | —                   | [ 12 ]              |
| 11 de octubre     | Birmingham        | Reino Unido            | Utilita Arena Birmingham           | —                   | [ 12 ]              |
| 13 de octubre     | Londres           | Reino Unido            | O2 Arena                           | —                   | [ 12 ]              |
| 14 de octubre     | Londres           | Reino Unido            | O2 Arena                           | —                   | [ 12 ]              |
| 16 de octubre     | Amberes           | Bélgica                | Sportpaleis                        | —                   | [ 17 ]              |
| 17 de octubre     | Hannover          | Alemania               | ZAG Arena                          | —                   | [ 26 ]              |
| 19 de octubre     | Copenhague        | Dinamarca              | Royal Arena                        | —                   | [ 17 ]              |
| 21 de octubre     | Berlín            | Alemania               | Uber Arena                         | —                   | [ 17 ]              |
| 23 de octubre     | Colonia           | Alemania               | Lanxess Arena                      | —                   | [ 17 ]              |
| 24 de octubre     | París             | Francia                | Accor Arena                        | —                   | [ 17 ]              |
| 27 de octubre     | Budapest          | Hungría                | MVM Dome                           | —                   | [ 17 ]              |
| 28 de octubre     | Cracovia          | Polonia                | Tauron Arena                       | —                   | [ 17 ]              |
| 30 de octubre     | Praga             | República Checa        | O2 Arena                           | —                   | [ 17 ]              |
| 31 de octubre     | Múnich            | Alemania               | Olympiahalle                       | —                   | [ 19 ]              |
| 2 de noviembre    | Bolonia           | Italia                 | Unipol Arena                       | —                   | [ 18 ]              |
| 4 de noviembre    | París             | Francia                | Accor Arena                        | —                   | [ 17 ]              |
| 5 de noviembre    | París             | Francia                | Accor Arena                        | —                   | [ 17 ]              |
| 7 de noviembre    | Lyon              | Francia                | LDLC Arena                         | —                   | [ 77 ]              |
| 9 de noviembre    | Barcelona         | España                 | Palau Sant Jordi                   | —                   | [ 28 ]              |
| 11 de noviembre   | Madrid            | España                 | Movistar Arena                     | —                   | [ 28 ]              |
| Asia              |                   |                        |                                    |                     |                     |
| 21 de noviembre   | Hangzhou          | China                  | Hangzhou Olympic Expo Center       | —                   | [ 30 ]              |
| 22 de noviembre   | Hangzhou          | China                  | Hangzhou Olympic Expo Center       | —                   | [ 30 ]              |
| 24 de noviembre   | Shanghái          | China                  | Mercedes-Benz Arena                | —                   | [ 78 ]              |
| 25 de noviembre   | Shanghái          | China                  | Mercedes-Benz Arena                | —                   | [ 78 ]              |
| 26 de noviembre   | Shanghái          | China                  | Mercedes-Benz Arena                | —                   | [ 78 ]              |
| 29 de noviembre   | Haikou            | China                  | Haikou Wuyuan River Sports Stadium | —                   | [ 79 ]              |
| 3 de diciembre    | Tokio             | Japón                  | Saitama Super Arena                | —                   | [ 80 ]              |
| 7 de diciembre    | Abu Dhabi         | Emiratos Árabes Unidos | Etihad Park                        | —                   | [ 81 ]              |

### Fechas canceladas o pospuestas
| Fecha             | Ciudad      | País   | Recinto           | Motivo                                  | Ref.   |
| ----------------- | ----------- | ------ | ----------------- | --------------------------------------- | ------ |
| 1 de mayo de 2025 | Guadalajara | México | Arena Guadalajara | Retraso en la construcción de la Arena. | [ 82 ] |
| 2 de mayo de 2025 | Guadalajara | México | Arena Guadalajara | Retraso en la construcción de la Arena. | [ 82 ] |